# The Forest Is My Throne
The Forest Is My Throne er den anden demo fra det norske black metal-band Satyricon. Det er den sidste indspilning hvor Håvard Jørgensen medvirker før han forlod bandet. Den blev i 1995 genudgivet som et split med Enslaved og med titlen The Forest Is My Throne / Yggdrassil.

## Spor
1. "Black Winds" – 7:07
2. "The Forest Is My Throne" – 5:00
3. "Min Hyllest Til Vinterland (Skogsvandring I Mørket)" – 5:24
4. "The Night of the Triumphator" – 6:09 (kun på CD)